# Entre-deux-Monts
Entre-deux-Monts é uma comuna francesa na região administrativa de Borgonha-Franco-Condado, no departamento de Jura. Estende-se por uma área de 5,36 km². Em 2010 a comuna tinha 149 habitantes (densidade: 27,8 hab./km²).